# Robbroek
Het Robbroek is een natuurgebied in de Antwerpse gemeente Mechelen, gelegen ten zuidwesten van de plaats Battel en ten oosten van de plaats Leest.
Het gebied, dat is gesitueerd tussen Zenne en Dijle, wordt beheerd door het Agentschap Natuur en Bos.

## Geschiedenis
Tijdens de middeleeuwen liep de Zenne in een laaggelegen vallei. Het moerassige gebied was ongeschikt voor de landbouw. Later werden deze moerassen door middel van sloten ontwaterd en werd de Zenne gekanaliseerd. Tijdens de jaren '50 van de 20e eeuw werden er veel populieren aangeplant.
Een deel van het gebied werd later ontwikkeld tot natuurgebied. Vanaf de jaren '90 van de 20e eeuw werden de populieren gekapt. Grote grazers werden ingezet om de graslanden open te houden.

## Gebied
Het gebied bestaat uit vochtige graslanden en wat drogere zandgronden op rivierduinen.

## Flora en fauna
Het gebied kenmerkt zich door de aanwezigheid van waterminnende planten en dieren.
Men vindt er planten als waterviolier, moeraswalstro, echte koekoeksbloem, moerasvergeet-mij-nietje, dotterbloem en diverse soorten orchideeën.
Moeras- en rietvogels zijn onder andere: wilde eend, wintertaling, waterhoen, sprinkhaanzanger, nachtegaal en blauwborst. ook roofvogels als buizerd en sperwer leven er. Aanwezige amfibieën zijn de groene kikker en bruine kikker, gewone pad, grote en kleine alpenwatersalamander. Van de zoogdieren kan de wezel en bunzing worden genoemd.

## Toegankelijkheid
Het gebied is toegankelijk via wandelpaden, waarbij ook knuppelpaden werden aangelegd.